# Kleiner Kamp
Der Kleine Kamp (auch Ritterkamp) ist einer der beiden Quellflüsse des Kamps in Niederösterreich.
Er entspringt am Westhang des Zilleckberges (945 m ü. A.), einer Kuppe im Weinsberger Wald und fließt über Marchstein ab, wo er zahlreiche kleine Zubringer aufnimmt, darunter den aus Unterbärnkopf abfließenden  Bach von Unterbärnkopf und den aus Kleinpertenschlag kommenden  Bach von Kleinpertenschlag. Der von rechts einmündende Dürnbergbach durchfließt den Dürnbergbach, einen ehemaliger Schwemmteich, und der rechtsseitig zufließende Prinzbach ist der erste größere Zubringer des Kleinen Kamps. Bei Klein Siegharts mündet links der Fichtenbach ein, nördlich von Schönbach von rechts der Edelbach und bei Lohn der Lohnbach, danach der Aggsbach und unterhalb der Burg Rappottenstein der Grötschenbach. Der Kleine Kamp fließt ostseitig an Rappottenstein vorüber, um sich in Ritterkamp mit dem Großen Kamp zu vereinen. Das Einzugsgebiet des Kleinen Kamps umfasst 154,6 km² in weitgehend bewaldeter Landschaft.
Der Kleine Kamp gilt als rechter Quellfluss des Kamps. Sein Einzugsgebiet ist mit 154,6 km² größer als jenes des Großen Kamps mit 107,2 km², der Große Kamp führt jedoch mehr Wasser.